# Estação Nollendorfplatz
Nollendorfplatz é uma das estações terminais da linha U4 da U-Bahn de Berlim, na Alemanha.